# Monestir de Sant Miquel de les Cúpules Daurades
El Monestir de Sant Miquel de les Cúpules Daurades (ucraïnès: Михайлівський золотоверхий монастир, monastir Mykhaylivs'kyi zolotoverkhyi) és un monestir ortodox de Kíiv, la capital d'Ucraïna. El monestir es troba a la riba dreta del riu Dnieper, a la vora d'un cingle al nord-est de la Catedral de Santa Sofia. Situat a la ciutat alta, al nucli històric i barri administratiu de Kíiv, amb vistes a la part comercial de la ciutat, el barri de Podol. El lloc es troba al centre històric d'Uppertown i té vistes al barri comercial i històric històric de la ciutat, al barri de Podol.
Construït originàriament a l'edat mitjana per Sviatopolk II, el monestir comprèn la Catedral, el Refectori de Sant Joan el Diví, construït el 1713, les Portes Econòmiques, construïdes el 1760 i el campanar del monestir, afegir entre 1716 i 1719. L'exterior de l'estructura es va reconstruir en l'estil barroc ucraïnès al segle xviii, mentre que a l'interior es va mantenir en el seu estil original romà d'Orient. La catedral original va ser enderrocada per les autoritats soviètiques a la dècada de 1930, però es va reconstruir i es va obrir el 1999 després de la independència d'Ucraïna.